# Гликерий Кузеранский
Гликерий Кузеранский (также Ликерий и Лизье; лат. Glycerius или лат. Licerius, фр. Lizier; умер в 548) — епископ Кузерана; святой (день памяти — 27 августа).
Святой Гликерий был епископом испанского происхождения. Его маленькая епархия располагалась в районе Пиренеев. В 506 году Гликерий участвовал в Агдском соборе, собранном по инициативе короля вестготов Алариха II и проведённом под председательством святого Цезария Арльского. После вестгото-франкской войны 507—509 годов Кузеранская епархия стала частью Франкского государства Хлодвига I.
Согласно Римскому мартирологу: «Nella regione dell’Aquitania in Francia nella cittadina che poi da lui prese il nome, san Licerio, vescovo, che, di origine spagnola e discepolo del vescovo san Fausto di Riez, protesse con le sue preghiere la città dall’invasione dei Visigoti».
Гликерий Кузеранский почитается покровителем в Сен-Лизье и в Сен-Лизье-дю-Планте.